# Klemm Kl 35
«Клемм» Kl 35 (нім. Klemm Kl 35) — німецький двомісний спортивний/навчально-тренувальний літак, розроблений у 1930-х роках компанією Klemm Leichtflugzeugbau GmbH.
Klemm Kl 35 розроблявся на основі його попередника Kl 25. Продукт компанії Klemm Leichtflugzeugbau Gmbh, він мав таку ж конфігурацію одномоторного моноплана з консольним низько розташованим крилом, як і попередній літальний апарат, з основною відмінністю у вигляді перевернутого крила типу «чайка».
Ймовірно, найважливіший тип «Клемма», літак для вищого пілотажу був вперше публічно показаний у жовтні 1935 року на міжнародному авіасалоні в Мілані і незабаром знайшов багато приватних покупців. Спочатку оснащений 80-сильним (60 кВт) рядним двигуном Hirth HM60R, він мав фіксоване шасі, змішане дерев'яно-тканинне покриття, і можливість вибору відкритої або закритої кабіни. З двигуном Hirth 60R він став Kl 35A (з поплавками, Kl 35AW), а з 105-сильним (78 кВт) Hirth — Kl 35A (з поплавками, Kl 35AW).
1938 року з'явилася удосконалена версія Kl 35D — розроблена як навчальний літак Люфтваффе, з двигуном Hirth HM 504A-2 потужністю 105 к.с. (78 кВт) і можливістю встановлення лижного або поплавкового шасі. Це була наймасовіша модель, їх було побудовано понад три тисячі.
Низка повітряних сил різних держав придбали екземпляри Kl 35, у тому числі румунські, угорські та словацькі. Шведські ПС придбали декілька, позначених як Sk 15, для тренувального використання (щонайменше п'ять з них були гідролітаками) і в 1941 році розпочали ліцензійне виробництво, побудувавши ще близько 74, деякі з них залишалися на озброєнні до 1951 року. Литовські ПС літали на трьох літаках.

## Виробництво
Компанія «Клемм» зазнала невдачі в 1935 році, коли під час випробувань в Рехліні прототип Kl 35 розбився. В липні 1936 року було замовлено 23 літаки для поставок у період з липня по вересень 1937 року, а серійне виробництво планувалося збільшити до 3 літаків на місяць. На той час Клемм виробляв Fw 44 за ліцензією від Focke-Wulf.
На той час Імперське міністерство авіації вже шукало субпідрядника для будівництва Kl 35A за ліцензією, обравши компанію Fieseler, яка вже здійснювала ліцензійне виробництво He 72 і Fw 58 разом з Fi 156 Storch на своєму заводі в Касселері.
В результаті було оформлено додаткове замовлення на загальну кількість 1 386 нових літаків і нові варіанти з'явились на конвеєрі, починаючи з Kl 35B з новим двигуном.
Виробництво на заводі Fieseler припинилося в листопаді 1939 року, після випуску 365 літаків, коли RLM перенесла ліцензійне виробництво в Злін в окупованій Чехословаччині.
Виробництво завершилось у травні 1943 року, коли загальний обсяг виробництва для Люфтваффе сягнув 1 302 літаки. Решта виробництва призначалася для приватних та експортних замовників, хоча, оскільки їх мало б бути близько 700, щоб досягти часто цитованої загальної кількості близько 2000, ця цифра може бути перебільшеною.

## Експлуатація
З 1938 року вдосконалені літаки KL-35D застосовували у ПС Німеччини як літаки початкового навчання. Паралельно велася робота над легкими літаками, що призвело до появи варіанта KL-36, чотиримісного моноплана. Літак міг бути поставлений у двох варіантах: KL-36A з двигуном HM 508F потужністю 220 к.с. і KL-36B із зіркоподібним мотором Bramo Sh 14A потужністю 150 к.с.
KL-35 використовували в Люфтваффе для підвищення якості підготовки німецьких пілотів, а в середині війни кілька машин використали в низці експериментів із буксируванням планерів, які пізніше переросли у комплекси «Містель».
У червні 1942 року Люфтваффе видало DSF (інститут польотів на планерах) замовлення на розробку більш ефективного засобу доставки планерів до місця висадки. Найреальнішим кандидатом на роль планера був DFS-230, а як літак-буксир вибрали КL-35. Перший випробувальний політ відбувся 1 вересня 1942 року. Літак Ju-52/3m взяв на буксир зв'язку DFS-230+KL-35 і на висоті 2000 метрів здійснив відчеплення. Експеримент пройшов вдало, але в подальшому в ролі буксирувальників застосовувалися навчальні Fw 56 і винищувачі Bf.109E.

## Модифікації
- Kl 35a — перший прототип літака з двигуном Hirth HM60R (80 к.с.)
- Kl 35b — другий прототип літака
- Kl 35A — перша серійна версія літака, оснащеного двигуном Hirth HM60R потужністю 80 к. с.
- Kl 35B — друга серійна версія, оснащеного двигуном Hirth HM 504 A2 потужністю 105 к. с.
- Kl 35BW — варіант поплавкового гідролітака
- KL 35C — версія з дерев'яним фюзеляжем незабаром перейменована на Kl 106, призначена для виробництва за ліцензією в США, побудована лише в одному екземплярі
- Kl 35D — покращена версія з трикутним шасі
- Kl 35E — версія з поліпшеним двигуном Hirth HM 500 потужністю 105 к.с.
- Sk 15 — шведське військове позначення Kl 35D

## Країни-оператори
Іспанська республіка
- Націоналістичні ПС Іспанії

 Литва
- Повітряні сили Литви
  -  Стрілецька спілка Литви

 Третій Рейх
- Люфтваффе

 Румунське королівство
- Королівські повітряні сили Румунії

 Перша словацька республіка
- Повітряні сили Словаччини

 Угорське королівство (1920–46)
- Королівські повітряні сили Угорщини

 Чехословаччина
- Повітряні сили Чехословаччини

 Швеція
- Повітряні сили Швеції

## Однотипні літаки за епохою, призначенням
| - Arado Ar 79 - Arado Ar 96 - Bücker Bü 181 Bestmann - Focke-Wulf Fw 58 Weihe - Gotha Go 149 - Miles Magister | - Miles Master - Nardi FN.305 - Nardi FN.315 - SAIMAN 202 - Koolhoven F.K.56 - PWS-33 Wyżeł | - IAR-22 - IAR 27 - Cessna AT-17 Bobcat - Seversky SEV-3 - Fleetwings BT-12 Sophomore - УТ-1 | - УТ-2 - Hanriot H.230 - Caudron C.690 - Zlín Z-XII - Rogožarski Brucoš - Tachikawa Ki-54 | - Tachikawa Ki-55 - Mansyu Ki-79 |